# Waschhaus Weegerhof

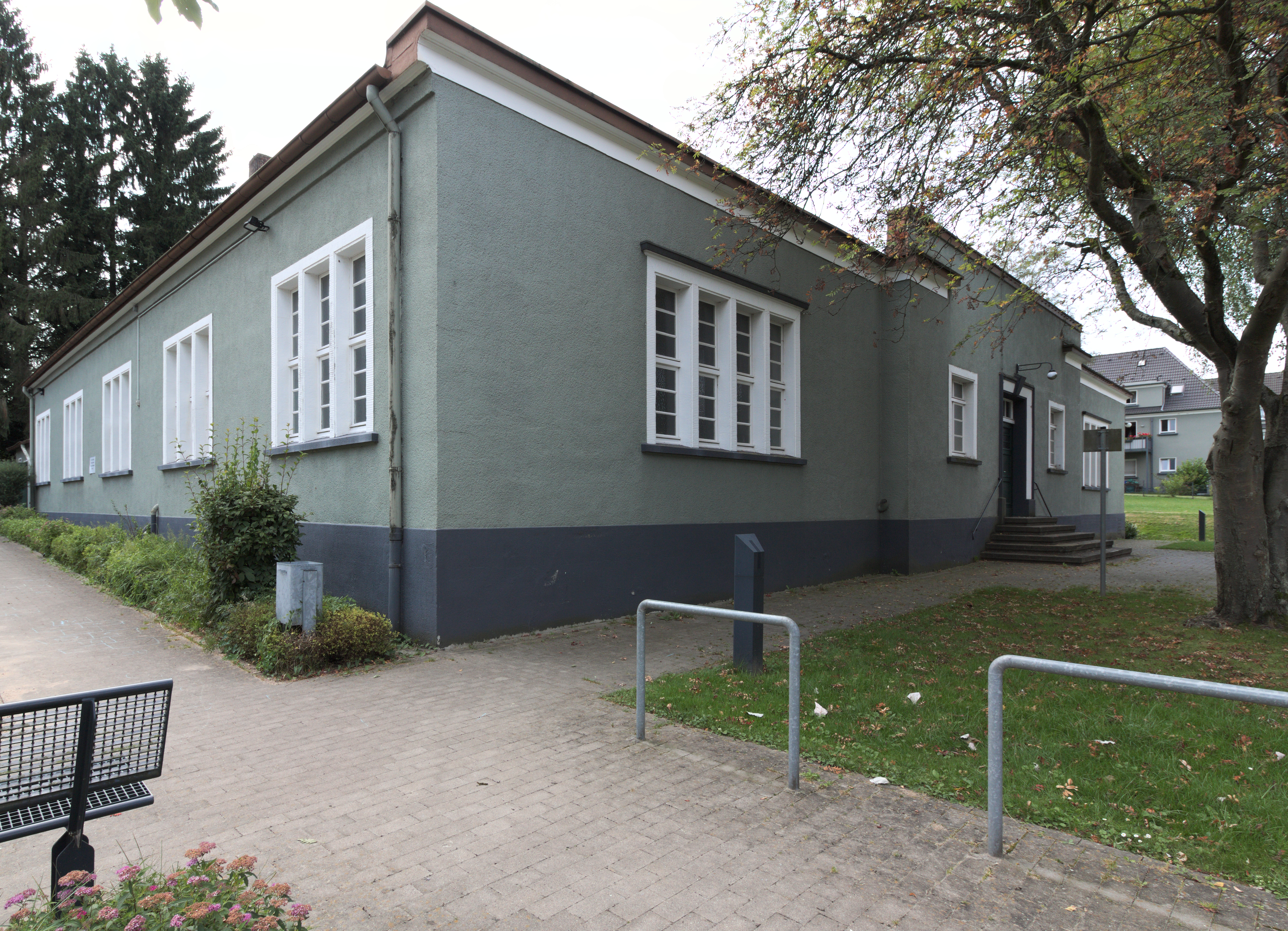
Waschhaus Weegerhof

Das Waschhaus Weegerhof ist ein ehemaliges Waschhaus und heutiges Museum im Solinger Stadtteil Höhscheid. Es befindet sich inmitten der Spar- und Bauvereinssiedlung Weegerhof und war von 1928 bis in das Jahr 2005 in Betrieb. Es gilt heute in Deutschland als wohl einziges erhaltenes Waschhaus seiner Art mit originaler Innenausstattung. Zur Dauerausstellung zählen neben den historischen Waschmaschinen und Mangeln auch Informationen zur Geschichte des Waschens. Der Spar- und Bauverein Solingen und der Förderverein des Industriemuseums Solingen unterstützen das Museum.
Das Waschhaus ist seit dem 3. Juli 2006 eingetragenes Baudenkmal.

## Lage
Die Spar- und Bauvereinssiedlung Weegerhof erstreckt sich nördlich des Weinsberger Bachs und wird auf dem Höhenrücken von der Bundesstraße 229 (Neuenhofer Straße/Grünewalder Straße) begrenzt. Das Waschhaus befindet sich im Innenhof der Wohnhäuser zwischen der Hermann-Meyer-Straße, dem Karl-Schurz-Weg, der Fritz-Reuter-Straße sowie dem Ernst-Moritz-Arndt-Weg und ist über einen Fußweg vom Platz an der Hermann-Meyer-Straße zugänglich.

## Geschichte
Entworfen in einem einheitlichen Baustil vom Architekten Franz Perlewitz wurde die 185 Wohnhäuser zählende Großwohnsiedlung Weegerhof von 1927 bis 1929 gebaut. Die 430 Zwei- bis Fünfzimmer-Wohnungen hatten alle ein Bad und einen Kühlschrank (belüfteter und mit Eis gekühlter Wandschrank). Zum Wohnkomfort gehörte auch anstelle diverser Waschküchen ein zentrales, für jeden Bewohner nutzbares Waschhaus inmitten der Siedlung. So wuschen bis zu 650 Familien (in der Nachkriegszeit sogar 816) aus der Siedlung in der Gemeinschaftseinrichtung ihre Wäsche.
Insbesondere die Reinigung der oft stark verschmutzten Arbeitskleidung der vielen im Weegerhof wohnenden Heim- oder Fabrikarbeiter der Solinger Schneidwarenindustrie wurde mithilfe der Maschinen von Tagen auf wenige Stunden verkürzt. Die Nutzung des Waschhauses war in der Miete eingeschlossen. Mieter einer Zwei-Zimmer-Wohnung durften 13 Kilogramm im Monat waschen, Mieter einer Fünf-Zimmer-Wohnung 23 Kilogramm. Jedes Kilogramm über der Freimenge kostete 30 Pfennig extra. An der großen Waage im Eingangsbereich des Waschhauses kontrollierte der Waschmeister die Menge und führte darüber Buch.
Das Waschhaus schloss nach 77 Jahren Betriebszeit im Jahre 2005 und eröffnete im November 2007 als Museum wieder. Seither ist es von Februar bis November am jeweils ersten Sonntag des Monats für die Öffentlichkeit zugänglich. Darüber hinaus werden auf Anfrage Gruppenführungen mit museumspädagogischer Begleitung angeboten. Der Spar- und Bauverein Solingen und der Freundeskreis Waschhaus veranstalten außerdem Lesungen, Ausstellungen, Konzerte und Nachbarschaftsfeste im Waschhaus.